# Tagebau Fortuna-Garsdorf
Der Tagebau Fortuna-Garsdorf ist ein ehemaliger Braunkohle-Großtagebau im Rheinischen Revier.

## Lage

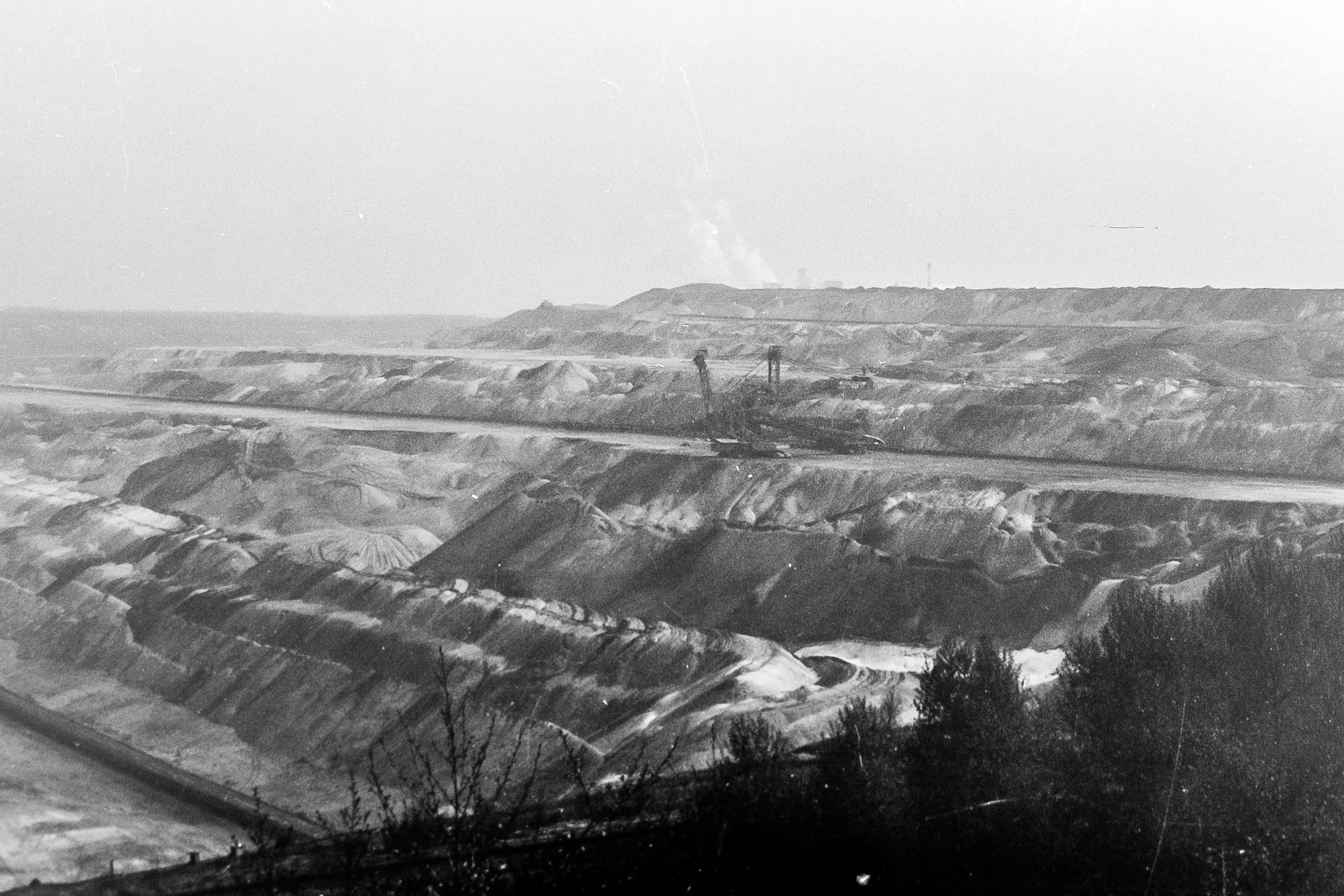
Tagebau Fortuna, Anfang der 1980er-Jahre

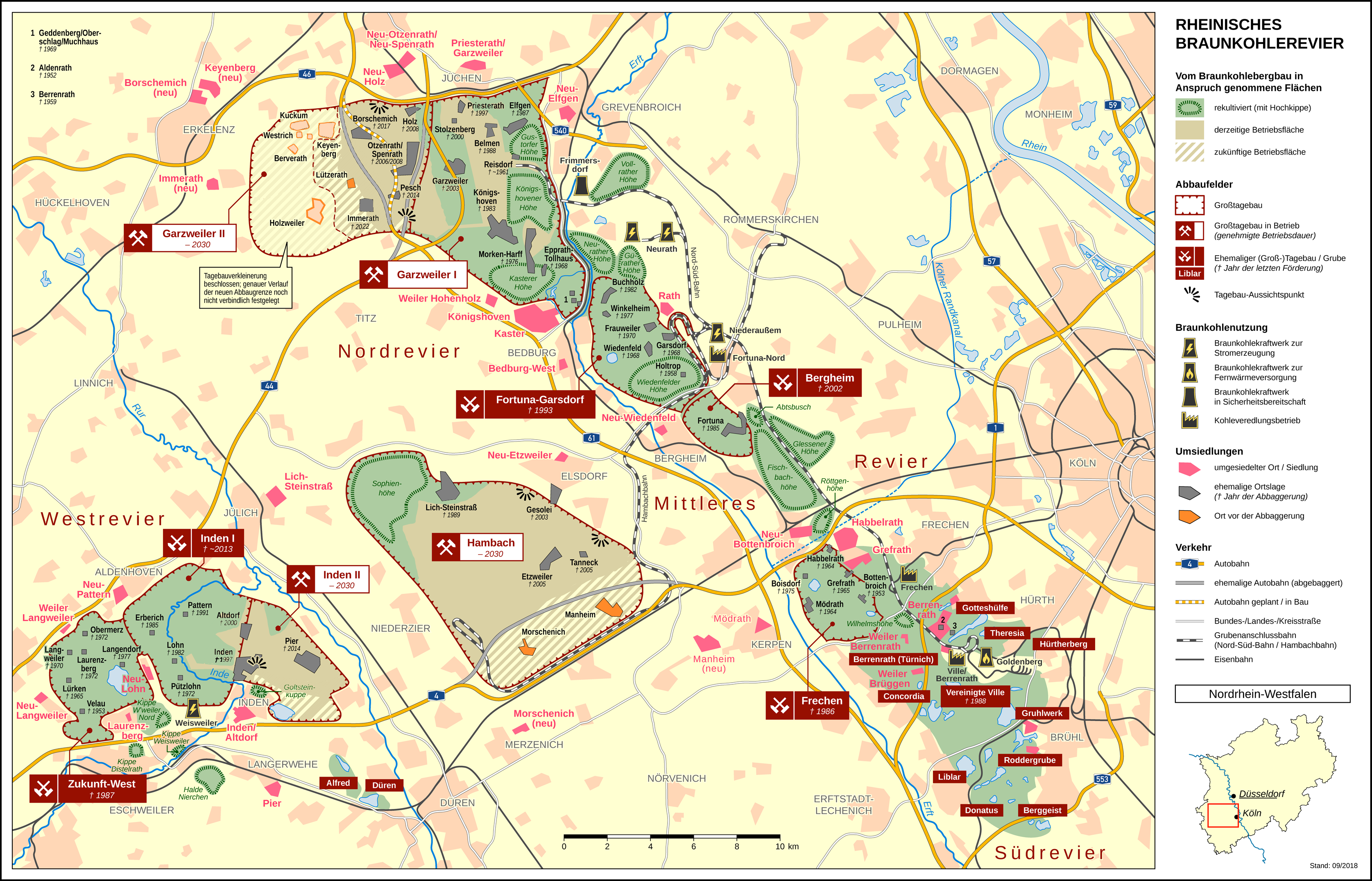
Rheinisches Braunkohlerevier

Der Tagebau liegt in der nördlichen Ville im Rhein-Erft-Kreis zwischen der Stadt Bergheim mit ihren Stadtteilen Auenheim, Niederaußem, Paffendorf und Glesch im Süden und Osten und der Stadt Bedburg mit ihren Stadtteilen Rath, Blerichen und Broich im Westen und Norden.
Wegen seiner Nähe zu Bergheim wurde der Tagebau manchmal auch als Tagebau Bergheim bezeichnet. Diese Bezeichnung ist aber missverständlich, weil sie bereits für den tatsächlich etwas weiter südöstlich gelegenen Tagebau Bergheim etabliert ist.
Benannt ist der Tagebau nach dem Bergheimer Stadtteil Kolonie Fortuna, einer zur Brikettfabrik Fortuna gehörigen Arbeitersiedlung, die Mitte der 1980er Jahre aufgrund der Aufschließung des Tagebaus abgebaggert wurde, und dem Bedburger Stadtteil Garsdorf, der ebenfalls dem Tagebau weichen musste.
Westlich des Tagebaus fließt die Erft vorbei, die eigens für den Abbau umgebettet werden musste.

## Geschichte

### Erschließung und Betrieb
Der Tagebau wurde ab 1955 erschlossen, um umliegende Brikettfabriken (insbesondere die oben genannte Fortuna) und Braunkohlekraftwerke (insbesondere anfangs das Kraftwerk Fortuna, aber auch Niederaußem, Frimmersdorf und Neurath) mit Brennstoff zu versorgen. Der Transport der Kohle erfolgte zu den nahegelegenen Abnehmern über Förderbandanlagen, bei anderen über den Gleisanschluss an die im Süden vorbeilaufende Hambachbahn und die Nord-Süd-Bahn.
Während der Abbauphase war Fortuna-Garsdorf lange Zeit der größte und tiefste Braunkohletagebau der Welt. Die größte Tiefe betrug 360 m unter Gelände, die Gesamtfläche etwa 2.200 ha (22 km²). Die gewinnbaren Vorräte von etwas mehr als einer Milliarde Tonnen Kohle wurden in der etwa 38-jährigen Betriebszeit bis Mai 1993 fast vollständig abgebaut. Dabei musste etwa die doppelte Menge an Abraum fortgeschafft werden (ein sehr günstiges Verhältnis; heute in Betrieb befindliche Tagebaue in Deutschland liegen sehr viel ungünstiger). Für die Wasserhaltung mussten etwa 16 Mio. m³ Grundwasser abgepumpt werden und die Erft musste umgeleitet werden.
Zum Ende der Betriebszeit wuchs Fortuna-Garsdorf mit dem weiter südlich anschließenden Tagebau Bergheim zusammen, nur getrennt durch die dazwischen gelegene Abraumkippe, die heute die Wiedenfelder Höhe bildet.

### Abgebaggerte Ortschaften
Im Laufe der Betriebszeit wurden die unten genannten Ortschaften ganz oder teilweise abgebaggert. Etwa 2500 Bewohner mussten daher umgesiedelt werden.

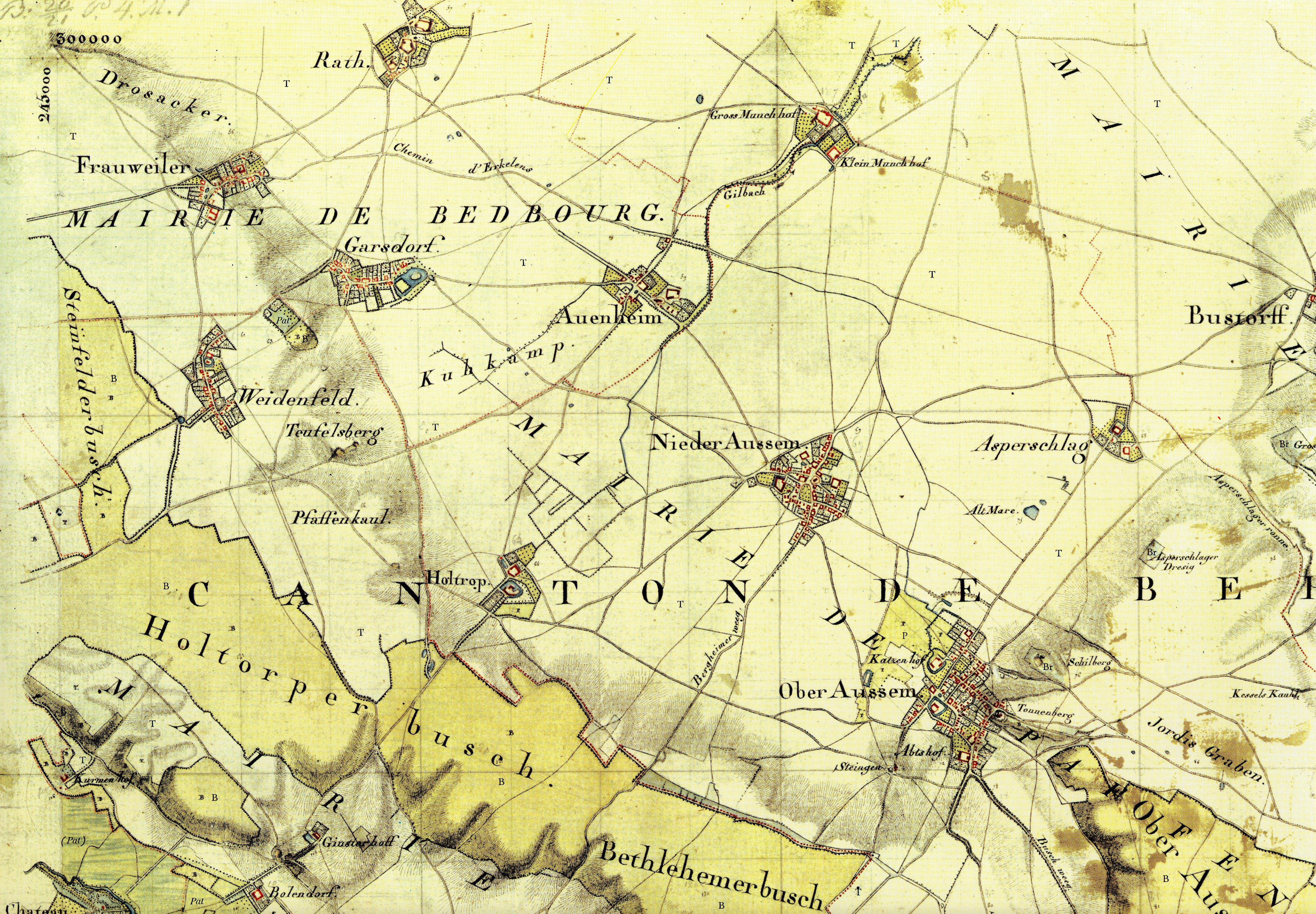
Karte der Region von 1807

| Ortschaft                                     | Teil von    | Umgesiedelt | Abgebaggert |
| --------------------------------------------- | ----------- | ----------- | ----------- |
| Kolonie Fortuna                               | Bergheim    |             |             |
| Garsdorf                                      | Bedburg     | 1963–1965   | 1965        |
| Frauweiler                                    | Bedburg     | 1963–1965   | ab 1965     |
| Wiedenfeld mit Montagsend                     | Bergheim    | 1963–1965   | ab 1965     |
| Burg Holtrop                                  | Niederaußem |             | 1958        |
| Winkelheim                                    | Bedburg     | bis 1977    | ab 1977     |
| Buchholz                                      | Bedburg     | bis 1977    | ab 1977     |
| Giersberg                                     | Glesch      |             | 1968        |
| Muchhaus, Oberschlag, Geddenberg, Bedburg-Ost | Bedburg     |             |             |

### Rekultivierung und Nachfolgenutzung

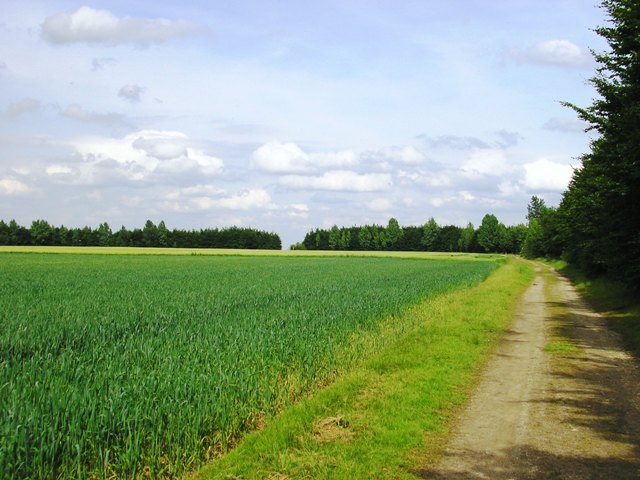
Felder auf der Wiedenfelder Höhe

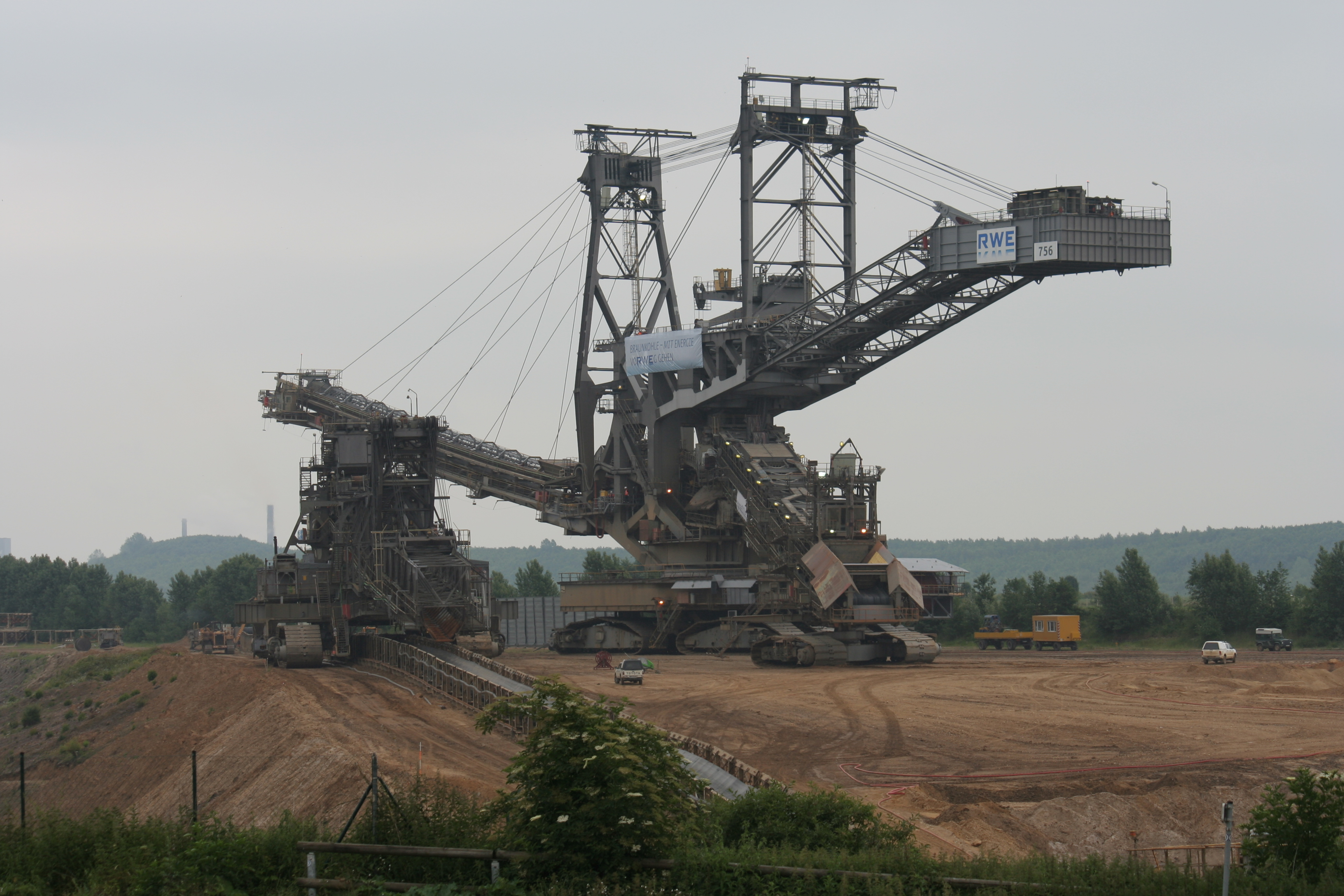
Absetzer bei der Rekultivierung in der Nähe von Bergheim-Glesch

Nachdem die Auskohlung 1993 abgeschlossen war, wurde der Tagebau mit Abraum aus anderen Tagebauen der Region, insbesondere dem Tagebau Hambach, verfüllt. Seit 2004 ist die Rekultivierung weitgehend abgeschlossen.
Die Flächen im Süden mit der Halde Wiedenfelder Höhe wurden zur Nutzung für die Landwirtschaft wiederhergestellt. Im Nordwesten wurde nahe Bedburg ein ausgedehntes, etwa 120 ha großes Naherholungsgebiet mit dem Peringssee angelegt.
Die ehemalige Trasse der Fernbandanlage zwischen dem Tagebau Hambach und dem Tagebau Bergheim, welche über mehr als 30 Jahre dem Transport von Abraum zur Verfüllung der Tagebaue Fortuna-Garsdorf und Bergheim diente, wurde im Rahmen des Projektes :terra nova zu einem 5 m breiten Kreisradweg umgestaltet und asphaltiert. Der Weg kann damit, entgegen der ursprünglichen Planung des vollständigen Rückbaus, von Radfahrern, Skatern und Fußgängern auf einer Länge von mehr als 10 km kreuzungsfrei benutzt werden und führt von Elsdorf-Berrendorf-Wüllenrath über den Tagebau Hambach bis zur Wiedenfelder Höhe bei Niederaußem. Kraftfahrzeuge aller Art dürfen den Weg nicht benutzen. Der auch als Speedway bekannte Weg ist ein Projekt der Städte Bedburg und Bergheim, der Gemeinde Elsdorf und des Rhein-Erft-Kreises.
Der Erftverband nutzt eine Geländemulde als Hochwasserrückhaltebecken für die Erft mit einem Speichervolumen von 1,6 Mio m³.